# Ego (fleuve)
Pour les articles homonymes, voir Ego (homonymie).
L'Ego est une rivière située dans le nord de l'Espagne, dans la corniche cantabrique, et est le principal affluent du Deba.

## Géographie
Il prend sa source près du col de Trabakua, dans les flancs de la montagne Oiz, dans la commune biscaïenne de Mallabia, et se jette dans le rio Deba, dans le quartier eibarai de Málzaga.
Il parcourt les communes biscaïennes de Mallabia, Ermua (où il commence à être durement urbanisé et canalisé, couvert dans quelques tronçons) et Zaldibar, entrant dans le Guipuzcoa par Eibar, où il est domestiqué de nouveau durant tout son parcours par le noyau urbain d'Eibar où il couvert, puis revoit le jour dans les derniers kilomètres de ce dernier.
Depuis son entrée à Ermua, la rivière est très touchée dans tous ses aspects : voie, berges, eaux… L'agression à ses crues est extrêmement élevée, tant par les modifications de ses berges à cause du développement urbain et industriel, disparaissant dans une grande partie de son parcours, comme par la pollution par des déchets de tout type, à la rivière Ego elle-même et à ses affluents.
Tout son parcours s'insinue dans une vallée étroite et occupée principalement par la ville d'Eibar, qui, dans son développement, très significatif dans la seconde moitié du XXe siècle s'est étendue sur les flancs des montagnes environnantes et a couvert tout le courant de l'Ego. Ce développement a influencé de manière remarquable la ville biscaïenne proche, Ermua.
À la fin de son parcours, à Málzaga, la rivière récupère une partie de la nature de ses berges et s'unit avec le Deba.

## Pollution
Le haut degré de pollution a empêché le développement de toute sorte de faune dans ses eaux, sauf dans la partie supérieure de son bassin, où on peut encore trouver de la vie. Avec la construction d'un système d'eaux pluviales et leur traitement, inaugurée en mars 2007 et située dans le quartier d'Apraiz d'Elgoibar, on a rendu possible la propreté des eaux et on attend le retour de la vie en ces dernières.

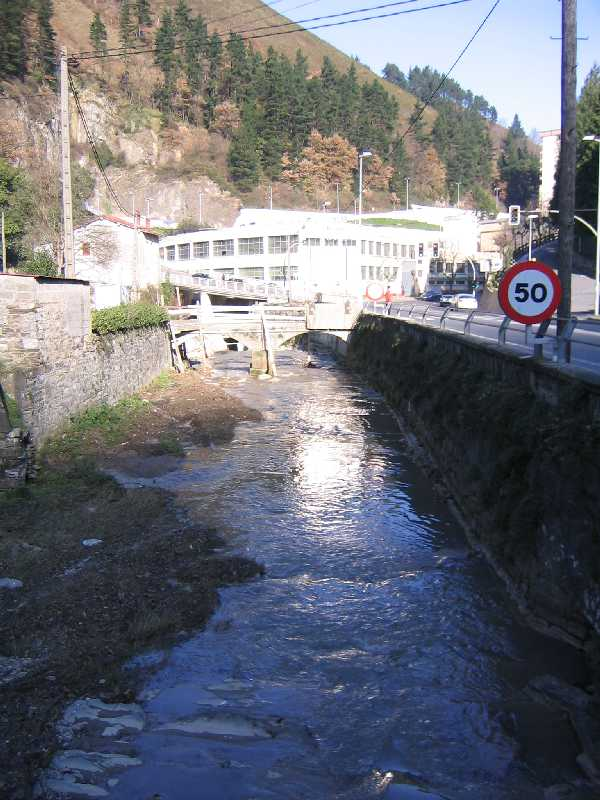
Le rio Ego a son entrée à Eibar.

En 2008, un tronçon de la rivière est découvert dans l'Urbanisation de d'Alpha (Centre Commercial du Corte Inglés), avant d'arriver à la Mairie.

## Faune
En 2008, il a été possible d'observer des colonies de canards dans le tronçon eibarai découvert de la rivière Ego, dans sa confluence avec le Deba à Málzaga, et dans tout le Deba, presque jusqu'à l'embouchure.

## Affluents
Les affluents principaux de l'Ego sont :
- Rive gauche :
  - Été.
  - Arrajola, provenant de la montagne Urko.
  - Abontza.
  - Matsaria.
  - Asua.
  - Txarakoa.
  - Azitain.
- Rive droite :
  - Mallavia ou Urtía
  - Aixola, d'Elgueta et de Zaldívar. (Il Forme un barrage) ou Unbe.
  - Txonta.
  - Kinara.